# Polono-Canadiens
Les Polono-Canadiens sont des citoyens canadiens issus de la diaspora polonaise. Selon le recensement du Canada de 2011, 1 010 705 Canadiens affirment être d'ascendance polonaise.
Les premiers immigrants polonais au Canada étaient membres des régiments militaires Watt et De Meuron de Saxe et de Suisse envoyés pour appuyer l'armée britannique en Amérique du Nord. Plusieurs d'entre eux étaient des émigrés qui avaient participé à l'insurrection de novembre 1830 et au soulèvement de 1863 contre l'occupation russe.
Le premier immigrant polonais à figurer dans les registres est Dominik Barcz, arrivé au Canada en 1752. Il était un marchand de fourrure de Gdańsk qui s'était établi à Montréal. 
Charles Blaskowicz le rejoint en 1757, qui a travaillé à titre de député-arpenteur général des terres. 
En 1776 arriva un chirurgien militaire du nom d'Auguste François Globenski. Son fils militaire Maximilien Globensky s'illustra du côté des Britanniques lors de la Guerre anglo-américaine de 1812 et du côté des loyalistes lors de la Rébellion des Patriotes. Son petit-fils, Charles-Auguste-Maximilien Globensky, fut élu à la Chambre des communes du Canada en 1875.
En 1841, Casimir Stanislaus Gzowski arriva au Canada depuis la Pologne, en passant par les États-Unis. Ingénieur et militaire à Toronto et dans le Sud de l'Ontario pendant cinquante ans, il fut fait chevalier par la reine Victoria. 
Charles Horecki immigra en 1872. Ingénieur ferroviaire à Edmonton, une montagne et un lac sont nommés en son honneur en Colombie-Britannique. 
Les premiers peuplements par groupes eurent lieu en 1858 lorsque des Cachoubes venus du Nord de la Pologne pour échapper à l'oppression prussienne subséquente aux partitions de la Pologne. Arrivés dans le comté de Renfrew, ils fondèrent les villes de Wilno, Barry's Bay et Round Lake. 
Vers 1890, il y avait environ 270 familles cachoubes travaillant dans l'industrie du bois dans la vallée de Madawaska et la vallée d'Ottawa.
Les vagues d'immigration consécutives  dans les années 1890-1914, 1920-1939, et 1941 à ce jour se sont établies à travers le Canada, de Cap-Breton à Vancouver et ont contribué dans presque tous les domaines d'activité économique et publique.
En 1862, un premier prêtre catholique polonais rendait visite à la communauté de Kitchener. En 1875, une première paroisse de langue polonaise est construite à Wilno. À Winnipeg, l'église du Saint-Esprit est construite en 1899.
Mathew Ustrzycki, premier évêque canadien d'origine polonaise, fut consacré auxiliaire dans le diocèse de Hamilton en 1985. Il y a des prêtres polonais  qui servent dans plusieurs congrégations tels les franciscains, les jésuites, les rédemptoristes, les salésiens, les résurrectionnistes, les oblats, les michélites et la société du Christ. De plus, quatre-vingts prêtres servent dans cent vingt paroisses.

## Démographie
| Province ou territoire    | 2001    | 2001 | 2006    | 2006 | 2011      | 2011 |
| Province ou territoire    | Nombre  | %    | Nombre  | %    | Nombre    | %    |
| ------------------------- | ------- | ---- | ------- | ---- | --------- | ---- |
| Ontario                   | 386 050 | 3,6  | 465 560 | 3,8  | 475 565   | 3,7  |
| Québec                    | 46 990  | 0,7  | 62 805  | 0,8  | 65 445    | 0,8  |
| Colombie-Britannique      | 107 340 | 2,9  | 128 360 | 3,1  | 133 505   | 3,0  |
| Alberta                   | 137 625 | 5,1  | 170 935 | 5,2  | 174 380   | 4,8  |
| Manitoba                  | 73 885  | 6,6  | 82 355  | 7,2  | 85 410    | 7,1  |
| Saskatchewan              | 51 445  | 5,2  | 56 855  | 5,9  | 68 085    | 6,6  |
| Nouvelle-Écosse           | 8 760   | 1,0  | 10 990  | 1,2  | 10 265    | 1,1  |
| Nouveau-Brunswick         | 2 370   | 0,3  | 3 115   | 0,4  | 4 035     | 0,5  |
| Terre-Neuve-et-Labrador   | 665     | 0,1  | 1 015   | 0,2  | 1 160     | 0,2  |
| Île-du-Prince-Édouard     | 615     | 0,5  | 800     | 0,6  | 960       | 0,7  |
| Territoires du Nord-Ouest | 650     | 1,6  | 760     | 1,8  | 565       | 1,4  |
| Yukon                     | 580     | 1,9  | 890     | 2,9  | 1 215     | 3,6  |
| Nunavut                   | 100     | 0,4  | 110     | 0,4  | 115       | 0,4  |
| Canada                    | 817 085 | 2,7  | 984 565 | 3,0  | 1 010 705 | 3,0  |

## Personnalités

### Science et génie
- Dr Tadeusz Blachut, scientifique
- Z. Krupski, homme d'affaires
- Witold Rybczynski - architecte, professeur et écrivain
- J. Norton-Spychalski, informaticien
- Jan Zurakowski, aviateur
- P. Wyszkowski, ingénieur

### Éducation
- Izaak Helmuth, fondateur de l'Université de Western Ontario.

### Politique
- Leon David Crestohl - député libéral
- Jan Dukszta - député néodémocrate ontarien
- Gary Filmon - ancien premier ministre du Manitoba
- Jesse Flis - député libéral
- Casimir Stanislaus Gzowski - lieutenant-gouverneur de l'Ontario
- Stanley Haidasz -  médecin et homme politique libéral
- Stan Kazmierczak Keyes - ancien président du Parti libéral du Canada
- Alexandre-Édouard Kierzkowski - député libéral
- Don Mazankowski - vice-Premier ministre pour Brian Mulroney
- Gary Malkowski - député néo-démocrate ontarien
- Fred Rose - député communiste canadien
- Paul Yakabuski - membre du parti progressiste-conservateur.
- Edward Ziemba - député néodémocrate ontarien
- Elaine Ziemba - députée néodémocrate ontarienne

### Service public
- Frank Glogowski -  vice-président du comité d'appel sur l'immigration
- Stan Zybala -  vice-directeur du directorat multiculturel
- Irene Ungar de Toronto - juge à la cour de citoyenneté
- Peter Taraska de Winnipeg -juge à la cour de citoyenneté

### Musique
- Tadeusz Biernacki - chef d'orchestre
- Luba -  musicien
- Daniel Wnukowski -  pianiste

### Journalistes et écrivains
- Peter Gzowski - animateur
- Mark Starowicz -  animateur
- Anne Mroczkowski - journaliste
- George Radwanski - journaliste
- Chava Rosenfarb - romancière
- Richard Tylman - poète
- William Kurelek - artiste et écrivain

### Forces armées
- Andrew Charles Mynarski - VC, aviateur de la Seconde Guerre mondiale
- Stefan Sznuk - major-général.

### Sports
- Walter Broda - gardien de hockey
- Tomasz Radzinski - joueur de football-association (soccer)
- Trish Stratus - lutteuse
- Jim Peplinski - joueur des Flames
- Larry J. Trader - joueur de hockey

### Juges et conseils de la Reine
- Juge Allan H. J. Wachowich
- Juge P. Swiecicki
- Juge Paul Staniszewski
- Juge E. F. Wrzeszczinski-Wren

### Récipiendaires de l'Ordre du Canada
- Irena Ungar, juge à la citoyenneté
- Stefan Sznuk, capitaine
- Rev. Anthony Hylla, prêtre oblat
- Rev. Michael Smith, prêtre missionnaire oblat
- Rt. Rev. Monseigneur Anthony Gocki
- B. Dubienski, avocat
- Peter Taraska, chevalier de Saint-Grégoire, juge de citoyenneté
- Casimir Stanczykowski, animateur de radio
- Andrew Garlicki, capitaine
- Jan Drygala, militaire.